# 육백산
육백산(六百山)은 대한민국 강원특별자치도 삼척시 도계읍에 위치한 산이다. 이름과는 다르게 높이가 1,224m이다. 태백산맥에 속한 산이다.
고위평탄면이 위치하여 이 산은 한국 지리 조사에 중요한 역할을 차지한다.

## 같이 보기
- 한국의 산